# 67

67(육십칠)은 66보다 크고 68보다 작은 자연수다.

## 수학
- 19번째 소수(素數)다. 앞의 소수는 61, 다음 소수는 71이다.
  - 8번째 슈퍼 소수로, 67의 소수 순번인 19도 소수다. 앞의 슈퍼 소수는 59, 다음은 83이다.
- 헤그너 수다.
- {\displaystyle 67=7+11+13+17+19}
  - 연속하는 소수(素數) 5개의 합으로 나타낼 수 있으며, 이 성질을 지닌 앞의 수는 53, 다음 수는 83이다.

## 과학
- 홀뮴(Ho)의 원자번호.
- NGC 67: 안드로메다자리 방향에 있는 타원은하.

## 교통
- 고속도로
  - 유럽 고속도로 67호선(영어판): 체코 프라하에서 핀란드 헬싱키까지 이어지는 유럽 고속도로.
  - 아우토반 67호선: 독일의 고속도로.
- 국도 제67호선
  - 대한민국 67번 국도: 경상북도 칠곡군 왜관읍에서 대구광역시 군위군 군위읍까지 이어지는 대한민국의 국도.
  - 미국 67번 국도(영어판): 텍사스주 프리시디오(영어판)에서 아이오와주 사불라(영어판)까지 이어지는 미국의 국도.
- 기타 도로
  - 현도 제67호선

## 문화유산
- 대한민국의 국보 제67호: 구례 화엄사 각황전
- 대한민국의 보물 제67호: 경주 효현동 삼층석탑
- 대한민국의 사적 제67호: 함안 성산산성

## 방송
- 스카이라이프의 아시아M 채널 번호.
- 지니 TV의 GTV 채널 번호.
- B tv의 더라이프 채널 번호.
- U+ TV의 엣지TV 채널 번호.
- LG헬로비전의 중화TV 채널 번호.
- KT HCN의 애니박스 채널 번호.

## 기타
- 날짜: 6월 7일
- 연도: 67년, 기원전 67년